# Dennis Diekmeier
Dennis Diekmeier (Thedinghausen, Alemania, 20 de octubre de 1989) es un exfutbolista alemán que jugaba como defensa.

## Trayectoria

### Werder Bremen
Diekmeier llegó a las divisiones inferiores del Werder Bremen en 2004, cuando tenía sólo 15 años. Durante 5 años escaló por todas las categorías del club, hasta llegar al equipo filial en 2008. Jugó su primer partido con este equipo el 16 de agosto de 2008 en un juego de 3. Liga contra el Jahn Regensburg, en el que el Werder Bremen II perdió 1-0. Diekmeier fue titular y jugó 79 minutos hasta que fue sustituido por Dominik Schmidt. A partir de su debut logró acumular 19 partidos jugados esa temporada, entre 3. Liga y Regionalliga Nord.

### F.C. Núremberg

#### Temporada 2008-2009
En el mercado de invierno de la temporada 2008-2009, Diekmeier fue traspasado del Werder Bremen II al Núremberg a cambio de 200.000 Euros. Después de debutar contra el F.C. Augsburgo fue titular en todos los partidos, llegando a acumular un total de 1.394 minutos en los cuales logró hacer una asistencia, en la victoria por 3-0 ante el Rot-Weiß Oberhausen. Tras una buena temporada del Núremberg en la 2. Bundesliga el equipo tuvo que jugar el Play Off de ascenso contra el Energie Cottbus, consiguiendo la promoción después de ganar los dos partidos, con Diekmeier de titular en ambos.

#### Temporada 2009-2010
La temporada 2009-10 de la Bundesliga no fue buena para el Núremberg, aunque Diekmeier volvió a tener continuidad ya que sólo se perdió cuatro partidos, dos de ellos por lesión. En 30 partidos jugados, el lateral logró entregar tres asistencias, en partidos contra Hannover 96, Bayer Leverkusen y Borussia Dortmund. Su equipo terminó en el puesto 16.º y descendió tras el repechaje contra el Augsburgo, aunque Diekmeier no jugó ninguno de los dos partidos.

### Hamburgo S.V.

#### Temporada 2010-2011
En julio de 2010 el Hamburgo le pagó al Núremberg 2,2 millones de Euros para llevarse a Dennis Diekmeier. El lateral derecho de 20 años llegó al equipo Dinosaurio junto a sus dos compañeros Mickaël Tavares y Eric Maxim Choupo-Moting, pero una lesión de talón lo tuvo alejado de las canchas casi toda la temporada. Reapareció en la fecha 27 en la contundente victoria del Hamburgo 6-2 sobre el Colonia, arrancando como titular y jugando 55 minutos. En adelante, hasta el final de la temporada, fue titular en todos los partidos.

#### Temporada 2011-2012
En la Bundesliga 2011-2012 Hamburgo debutó ante el campeón, Borussia Dortmund, y Diekmeier pudo jugar los 90 minutos. A medida que la temporada fue avanzando, Dennis comenzó a convertirse en una pieza clave en el funcionamiento del equipo dirigido por Thorsten Fink, hasta que un desgarro del ligamento del tobillo lo volvió a dejar fuera de competencia hasta la última fecha del campeonato.

#### Temporada 2012-2013
Esta nueva temporada de Bundesliga fue casi perfecta para Diekmeier ya que, libre de lesiones, pudo jugar 32 partidos (en uno fue suplente y en otro se encontraba suspendido) siendo uno de los jugadores con más minutos en todo el equipo. Con él consolidado por la banda derecha el Hamburgo logró alcanzar la séptima posición de la liga quedando sólo a tres puntos de clasificar a la UEFA Europa League. Diekmeier volvió a ser clave en el equipo realizando cuatro asistencias en victorias contra Schalke 04, Hoffenheim (en dos partidos distintos) y Stuttgart.

#### Temporada 2013-2014
Después de ser titular y jugar completos los cinco primeros partidos de liga, una fractura de pie lo dejó por fuera del equipo durante cuatro meses en los cuales el Hamburgo sólo pudo ganar tres partidos. Después de su regreso contra el Schalke, jugó cuatro partidos en línea en los que su equipo siempre perdió hasta que una gripa le impidió jugar en la victoria del Dinosaurio 3-0 ante el Borussia Dortmund. Ya recuperado jugó todos los partidos restantes pero no pudo ayudar al Hamburgo a levantar el nivel y el equipo se vio obligado a jugar el repechaje después de terminar en el puesto 16.º. Con Diekmeier en la cancha en los dos partidos, el equipo logró salvarse después de empatar 0-0 y 1-1 con el Greuther Fürth y mantener la categoría gracias al gol de visitante.

#### Temporada 2014-2015
El comienzo de temporada fue bueno para Diekmeier, que jugó completos los primeros 5 juegos, pero no tanto para un Hamburgo que no pudo ganar hasta la fecha 7 (1-0 sobre Borussia Dortmund). Después de su buen arranque, Dennis no pudo tener continuidad por culpa de las constantes lesiones que lo acompañaron a lo largo de toda la Bundesliga. Después de perderse las cuatro primeras fechas de la segunda vuelta, Diekmeier jugó seis partidos seguidos en los que el Hamburgo no pudo ganar, antes de lesionarse de nuevo, lo que ocasionó que el técnico no lo tuviera en cuenta hasta la última fecha en la que su equipo venció 2-0 a Schalke 04 y evitó el descenso directo. En el partido de ida de la repesca, Diekmeier entró por Heiko Westermann en el minuto 56 y 17 minutos después asistió a Ivo Iličević para que este pusiera el 1-1 final ante el Karlsruher SC. En la vuelta jugó los 120 minutos y pudo ayudar en la remontada heroica del Hamburgo por 2-1 para quedarse en primera división.

## Selección nacional
Fue internacional con las selecciones sub-19, sub-20 y sub-21 de Alemania, pero no llegó a ser convocado a la absoluta. En sus tres años de jugar en estas categorías inferiores jugó un total de 22 partidos en los que logró marcar cuatro goles.

## Equipos
| Club               | País     | Año       |
| ------------------ | -------- | --------- |
| Werder Bremen II   | Alemania | 2008-2009 |
| 1. F. C. Núremberg | Alemania | 2009-2010 |
| Hamburgo S. V.     | Alemania | 2010-2018 |
| SV Sandhausen      | Alemania | 2019-2024 |